# Arraso
Arraso es una localidad española perteneciente al municipio de Sabiñánigo, en el Alto Gállego, provincia de Huesca, Aragón. 

## Geografía
Se enclava en el valle del río Guarga, zona que es también conocida como la Guarguera.

## Historia
Junto con Yéspola, perteneció al municipio histórico de Arraso y Éspola, tal como cita Pascual Madoz en el Diccionario geográfico-estadístico-histórico de España y sus posesiones de Ultramar, III (Madrid, 1847).

## Demografía

### Localidad
Datos demográficos de la localidad de Arraso desde 1900:
| --                    | -- | 12 | 9 | 13 | 11 | 14 | 4 | 0 | 8 | 7 | 7 | 5 |
| (Fuente: IAEST e INE) |    |    |   |    |    |    |   |   |   |   |   |   |

- Datos referidos a la población de derecho.

### Antiguo municipio
Datos demográficos del municipio de Arraso desde 1842:
| 87            | -- | -- | -- | -- | -- | -- | -- |
| (Fuente: INE) |    |    |    |    |    |    |    |

- En el censo de 1842 se denominaba Arraso y Éspola.
- Entre el censo de 1857 y el anterior, este municipio desaparece porque se integra en el municipio de Ordovés y Alavés.
- Datos referidos a la población de derecho, excepto en los censos de 1857 y 1860 que se refieren a la población de hecho.